# Александър Спасов (северномакедонски писател)
Вижте пояснителната страница за други личности с името Александър Спасов.
Александър Спасов (на македонска литературна норма: Александар Спасов) е литературен критик, историк и есеист от Северна Македония, академик на Македонската академия на науките и изкуствата.

## Биография
Роден е в 1925 година в Скопие, тогава в Югославия. Завършва Философския факултет „Блаже Конески“ на Скопския университет. Защитава докторат по филология. Преподава във Филологическия факултет в Скопие. Член е на Дружеството на писателите на Македония от 1951 година и на Македонския ПЕН център. Умира в 2003 година.

## Творчество
- Патишта на зборот (критики и огледи, 1956),
- Антологија на современата македонска поезија (1961),
- Антологија на современата македонска поезија и проза (на сръбски език, 1961),
- Sodobna makedonska poezija (на словенски език, 1963),
- Современа македонска поезија (на сръбски език, 1967),
- За македонската литература (студии, огледи и критики, 1969),
- Нашето препознавање (огледи и критики, 1971),
- Истражувања и коментари (студии и есеи, 1977),
- Задача на денот (огледи и критики, 1979),
- Кочо Рацин (монография на френски, ЮНЕСКО, Париж, 1986),
- Кочо Рацин (книжовноисторически приноси, 1995),
- Браќата Андреја и Константин Петковиќ (студия, 1996),
- Македонско-словенечки книжевно културни релации (изследвания и коментари, 1998).

Съставител е на книгите: Кочо Рацин – стихови и проза (1954), Книга за Миладиновци (съавтор, 1962), Книга за Рацин 1943-1963 (заедно с други съставители, 1963), Книга за Климент Охридски (заедно с други съставители, 1966), Кочо Рацин – Бели мугри и други творби (1974).
Носител е на наградите: „11 октомври“, „Кочо Рацин“, „Жупанчичево признание“ и „Димитър Митрев“.